# Proasellus slovenicus
Proasellus slovenicus är en kräftdjursart som först beskrevs av Boris Sket 1957.  Proasellus slovenicus ingår i släktet Proasellus och familjen sötvattensgråsuggor. IUCN kategoriserar arten globalt som sårbar. Inga underarter finns listade i Catalogue of Life.